# Guerras Sucias
Guerras Sucias es una película documental norteamericana de 2013, la cual acompaña el libro Guerras Sucias: "El Mundo Es un Campo de Batalla" por Jeremy Scahill. La película está dirigida por Richard Rowley, y escrito por Scahill y David Riker.

## Producción
La producción para la película empezó en 2010 cuándo Scahill, quién trabajó como un reportero para la revista La Nación, viajó a Afganistán con el director Richard Rowley, sólo con una vaga una idea de lo que la película sería aproximadamente; ellos sólo decidieron sobre el asunto después de investigar una serie de redadas de noche llevadas a cabo por el Mando Conjunto de Operaciones Especiales (JSOC en inglés). La película No tuvo ningún presupuesto, y en el principio Scahill y Rowley viajaron a Afganistán utilizando dinero de una subvención que Scahill había recibido para apoyar su informe.
Inicialmente la película no fue diseñada como para tener a Scahill como narrador o protagonista, sino que actuando como "guía de visita" mientras la película viajaba entre los sitios de cobertura de acción militar de EE.UU. David Riker fue traído a bordo para asistir con el guion después de que en una inicial edición preliminar de la película de cuatro horas estuvo todo junto, y él convenció a Scahill y Rowley para hacer la película más personal.
Durante la filmación, Scahill y Rowley viajaron a Somalia para conocer jefes militares en territorios diferentes del país. Cuando ninguna compañía de seguros estadounidense los cubrió para viajar allí,  tuvieron que conseguir un Seguro de Secuestro y Rescate desde otro país.

## Sinopsis
El periodista de investigación Jeremy Scahill viaja a Afganistán, Yemen, Somalia, y otros países donde los Estados Unidos ha tomado acción militar en la Guerra Contra El Terrorismo. En Afganistán,  investiga el encubrimiento por parte del ejército de Estados Unidos y del gobierno de las muertes de cinco civiles, incluyendo dos mujeres embarazadas asesinadas por soldados de EE.UU. del Mando Conjunto de Operaciones Especiales. Después de investigar el ataque, Scahill viaja a otros sitios de intervención del JSOC, entrevistando a ambos defensores y adversarios, y a los supervivientes de tales redadas, incluyendo al Senador de EE.UU. Ron Wyden.
Scahill También investiga los
asesinatos de ciudadanos americanos Anwar al-Awlaki y su hijo Abdulrahman al-Awlaki, reuniéndose con su familia en su casa en Yemen. Scahill sugiere que la Guerra Contra El Terrorismo es de hecho una "Profecía Autocumplida" y causa la radicalización de musulmanes. También habla el caso del periodista de investigación Yemeni Abdulelah Haider Shaye quién estuvo detenido, juzgado y sentenciado por cargos relacionados con el terrorismo después de informar sobre ataques de drones norteamericanos.

## Lanzamiento

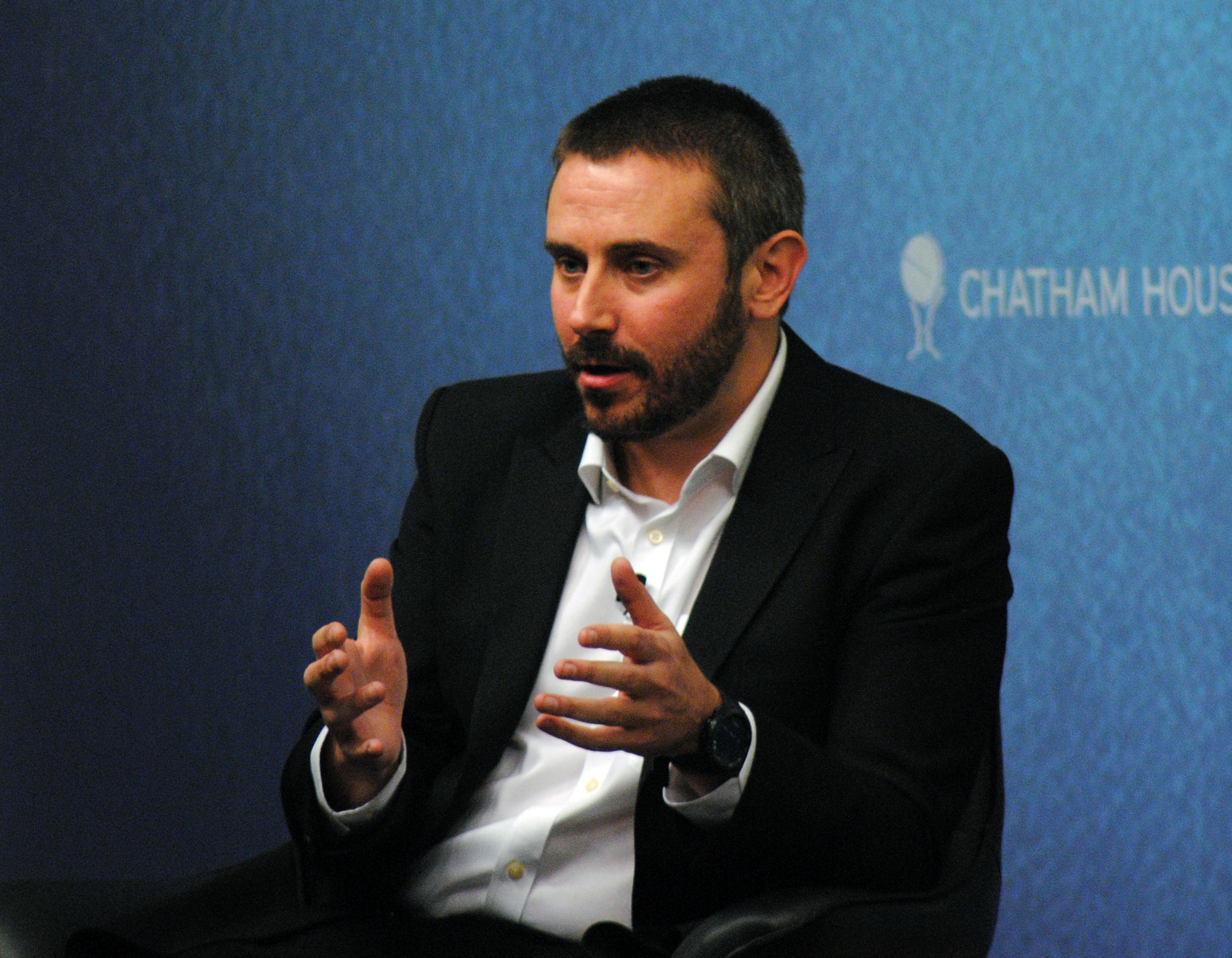
Jeremy Scahill hablando en un acontecimiento en Chatham Casa en noviembre de 2013, para promover la liberación de la película en el Reino Unido

Guerras sucias se estrenó en el 2013 Sundance Festival de cine en enero 18, 2013. La película compitió en la categoría documental en los EE.UU. y ganó el premio de Cinematografía.
La película fue lanzada en cuatro cines en Ciudad de Nueva York, Los Ángeles, y Washington, D.C. en junio 7, 2013. Durante el fin de semana de apertura, recaudó un estimado de $66,000, una media de $16,500 por cine. La película se lanzó en cines británicos en noviembre 29, 2013 con funciones en nueve ciudades alrededor del país.

## Recepción

### Recepción crítica
Guerras Sucias recibió la aclamación de las críticas. Una reseña agregada al sitio web los tomates Podridos calificó la película como "fresca" con una puntuación de 85 % basada en 67 críticas. Metacritic valoró la película en 76 % basada en 18 críticas, mostrando "críticas generalmente favorables". La película obtuvo una alta puntuación de 7.5 sobre 10 de la suma de más de 6000 votos en la Base de datos de Película del Internet.
Trevor Johnston encontró la película ser un "fascinante documental de investigación, el cual se mueve por fuera como un thriller de conspiración clásico cuando se sigue una estela de pistas hasta el corazón de oscuridad detrás la fachada de tipo bueno del Presidente Obama. Scahill tal vez no tiene el carisma en pantalla de un galán de Hollywood, pero tiene la integridad para mantener el empuje sobre las puertas cerradas, incluso después de las amenazas hechas a su seguridad personal. Él también ensancha su foco para incluir Yemen y Somalia y dibuja un patrón de asesinato estatal-sancionado por desenfrenadas fuerzas especiales y sus mercenarios empleados por EE. UU."
Aun así, Douglas Valentine escribió "...La película está tan provista de contexto histórico, y tan ideada, como para entregar una obra de arte, más que un comentario político. Y como arte, es pura autosatisfacción."
Algunos analistas criticaron el foco de la película en Scahill más que los problemas que él expone. Ella Taylor dijo que "como periodista Scahill es seguramente el mensajero, no el tema, y la atención que él recibe en las Guerras Sucias nos distrae del cuadro más grande que él pinta."

### Premios
Guerras Sucias estuvo nominada en 2013 para un Óscar al mejor documental largo. La película ganó en 2013 El "Golden Reel Award" (Motion Picture Sound Editors) para la Mejor Edición de Sonido: Efectos de Sonido, Foley, Diálogo, ADR y Música en un Documental de esas características, dado por la sociedad Motion Picture Sound Editors.